# Mogenpört (by)

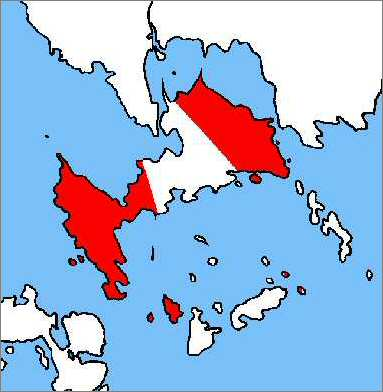
Bydelarnas placering

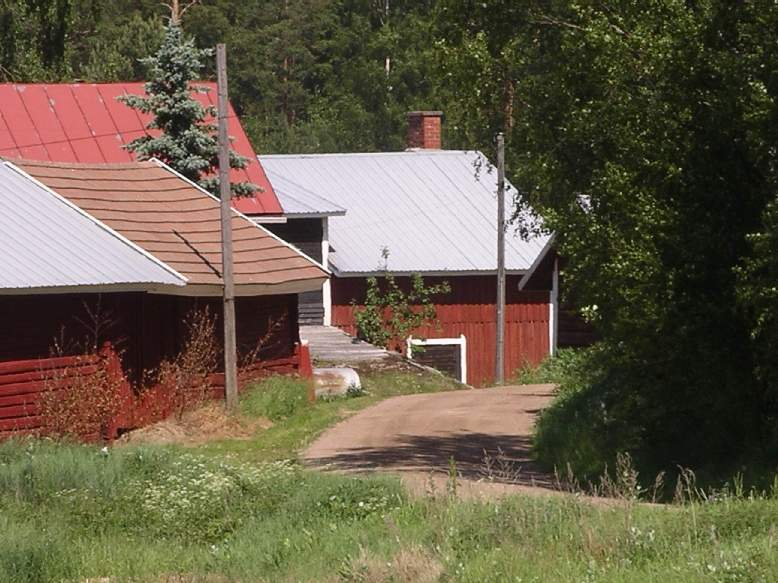
Byvägen i Mogenpört

Mogenpört är en by belägen på Mogenpört ö i Pyttis kommun i landskapet Kymmenedalen i Finland.
Jordebokshemmanen i byn är sedan 1850 av tre, nämligen:
- Tuskas Nr 1 (i väster)
- Rasi Nr 2 (i öster)
- Ståhl Nr 3 (i öster)

Labböle är en del av Mogenpört.